# Братья Фоссати
Братья Фоссати, Гаспар (7 октября 1809 — 5 сентября 1883) и Джузеппе (1822—1891) — швейцарскиe архитекторы. Завершили более 50 проектов в Турции в эпоху Танзимата. Они принадлежали к моркотской ветви Фоссати, известной тичинской семье, упоминаемой в исторических записях ещё с XIV века. Гаспар был прекрасным чертёжником и мастером реставрации. Он наиболее известен своей реконструкцией Собора Святой Софии в Константинополе, которая фактически спасла его от разрушения.

## Биография
Гаспар и Джузеппе Фоссати родились в Тичино в знатной семье ремесленников из Моркоте в регионе Тичино. Среди их предков были архитекторы, художники и инженеры.
Братья закончили начальную и среднюю школу в Венеции и изучали архитектуру в Миланской Академии Брера. За время учёбы в Академии Гаспари получил множество наград. Между 1829 и 1831 годами Гаспар изготовил серию литографий с видами Рима и подготовил каталог для Папы римского Льва XII. Примерно в 1833 году Гаспари начал работать в архитектурной команде Луиджи Руски в Санкт-Петербурге, а в 1837 году женился на его дочери. Руска умер в 1822 году, но его племянник продолжал работу над проектами в Санкт-Петербурге.
В конце 1836 года Гаспар Фоссати был назначен в Константинополь (современный Стамбул), став официальным придворным архитектором, и согласился составить планы для российского посольства в Константинополе.
Обнаружил, сохранил от уничтожения и зарисовал древние мозаики VI—XII веков в Соборе Святой Софии.
Гаспар Фоссати был почётным вольным общником Императорской академии художеств.